# Castello Ducale (Pescosansonesco)
Das Castello Ducale ist die Ruine einer Höhenburg auf dem Gipfel eines Felssporns, an dessen Hängen das nach einem Erdrutsch 1934 verlassene alte Pescosansonesco (italienisch Pescosansonesco Vecchio) der gleichnamigen italienischen Gemeinde in der Provinz Pescara liegt.

## Geschichte und Beschreibung
Die Burg ließen die Grafen Sansoneschi im 10. Jahrhundert im höchsten Teil des alten Dorfes erbauen. Vom 11. bis zum 13. Jahrhundert diente sie der Überwachung des Tales. Im 18. Jahrhundert wurde sie bereits aufgegeben. Die Ruinen stürzten beim Majella Erdbeben vom 26. September 1933 fast vollständig zusammen.